# Николаевское сельское поселение (Успенский район)
Николаевское сельское поселение — муниципальное образование в Успенском районе Краснодарского края России.
В рамках административно-территориального устройства Краснодарского края ему соответствует Николаевский сельский округ.
Административный центр и единственный населённый пункт — станица Николаевская.

## Население
| 2002  | 2010  | 2012  | 2013  | 2014  | 2015  | 2016  |
| ----- | ----- | ----- | ----- | ----- | ----- | ----- |
| 1820  | ↘1547 | ↗1556 | ↗1564 | ↘1529 | ↗1569 | ↗1592 |
| 2017  | 2018  | 2019  | 2020  | 2021  | 2023  |       |
| ↗1621 | ↗1627 | ↘1606 | ↘1591 | ↘1510 | ↘1491 |       |